# Wing Island
Wing Island (ウィングアイランド?, Uingu Airando) è un videogioco simulatore di volo per Nintendo Wii. Il gioco è stato sviluppato da CAProduction e pubblicato in Giappone e Nord America da Hudson Soft. Esso è stato pubblicato in Europa e in Australia dalla Nintendo.